# Villanueva del Rebollar de la Sierra
Villanueva del Rebollar de la Sierra és un municipi d'Aragó, situat a la província de Terol i enquadrat a la comarca de les Conques Mineres. Antigament havia format part de la comunitat de Daroca i de la sesma del riu Martín.